# Béatrice Fraiteur
Pour les articles homonymes, voir Fraiteur.
 (novembre 2015).
Si vous disposez d'ouvrages ou d'articles de référence ou si vous connaissez des sites web de qualité traitant du thème abordé ici, merci de compléter l'article en donnant les références utiles à sa vérifiabilité et en les liant à la section « Notes et références ».
Béatrice Fraiteur, née le 28 juin 1956 à Uccle, est une femme politique belge, membre du MR, ancienne membre de DéFI et précédemment encore membre du Centre démocrate humaniste. 
Elle est diplômée de l'Institut Supérieur des Journalistes de Belgique, a un certificat de médecine tropicale de l'Institut de Médecine Tropicale Prince Léopold, et a une formation d'Assistante sociale, suivie à Louvain-La Neuve (Institut Cardijn). 
Avant de se lancer en politique, Béatrice Fraiteur a participé à différentes missions avec "Médecins sans Frontières" (de 1979 à 1985) en Afghanistan, en Thailande, en Somalie et au Bangladesh. 

## Fonctions politiques
- Conseillère communale à Uccle
- Administratrice du Centre culturel d'Uccle depuis 2006
- Députée au Parlement bruxellois :
  - du 6 juin 1995 au 13 juin 2004
  - du 23 juin 2009 au 21 mai 2014

## Titres honorifiques
- Officier de l'ordre de Léopold (2014)[3]
- Femme de l'Année par le CFFB (1984)

## Publications
- "Années sans Frontières" (1991) 208 pages et un cahier de photos de 32 pages - Editions De Boeck Bruxelles